# Williamsport, Pennsylvania
Williamsport är en stad i Lycoming County i delstaten Pennsylvania, USA med 30 706 invånare (2000). Williamsport är administrativ huvudort (county seat) i Lycoming County. 